# Changshou Lu
Changshou Lu (chiń. 长寿路站) – stacja metra w Szanghaju, na linii 7. Zlokalizowana jest pomiędzy stacjami Zhenping Lu i Changping Lu. Została otwarta 5 grudnia 2009.

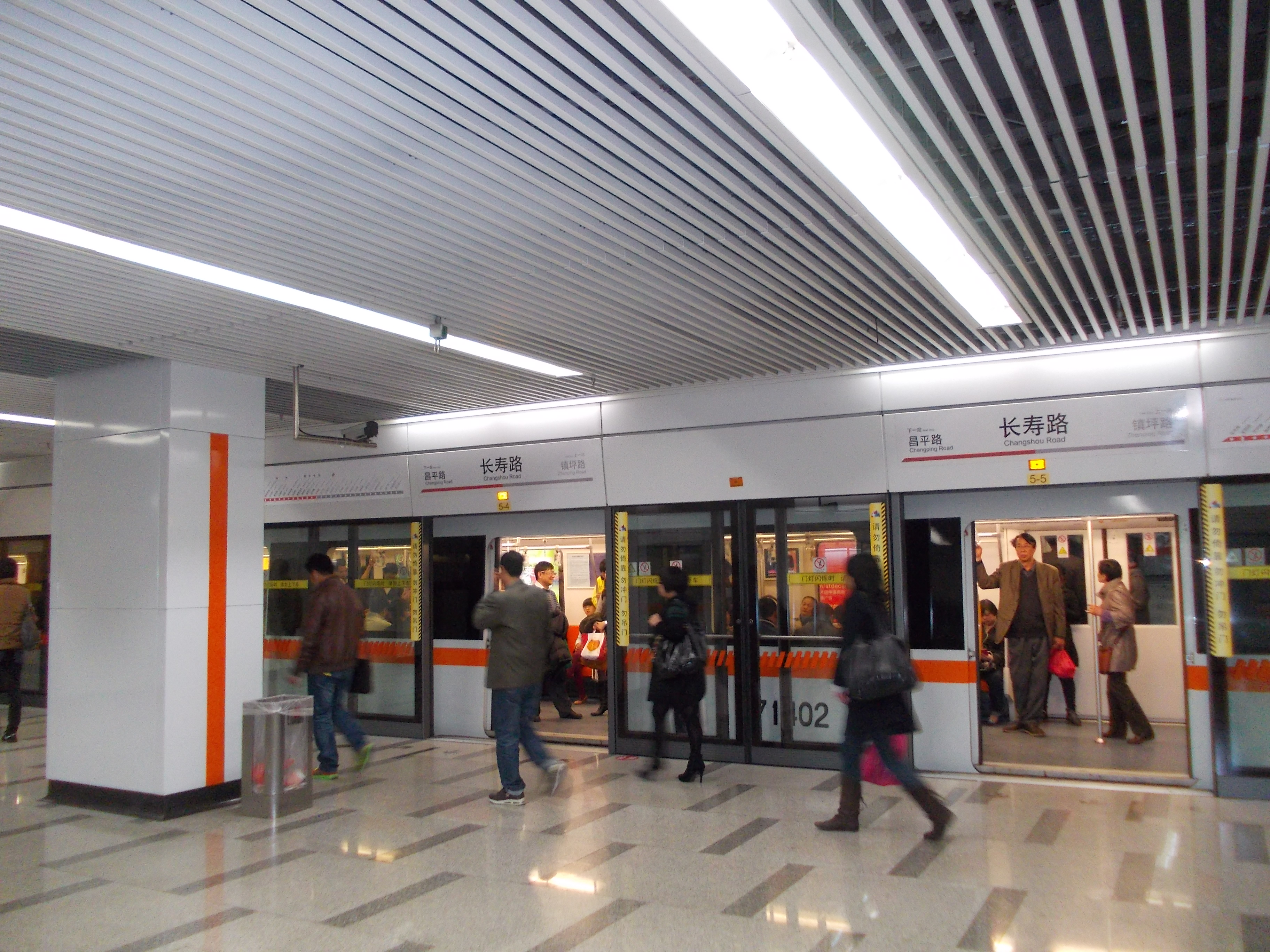
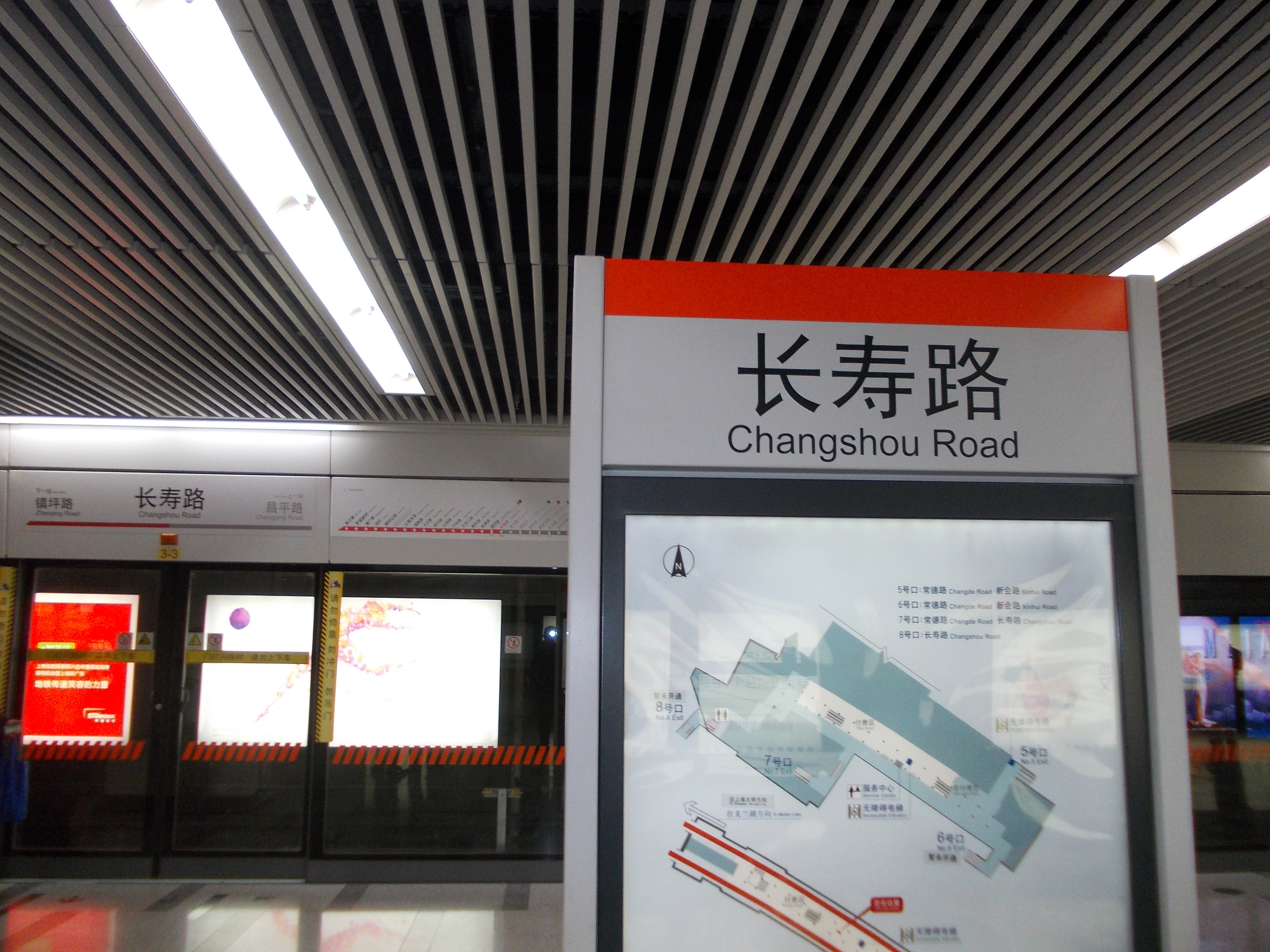
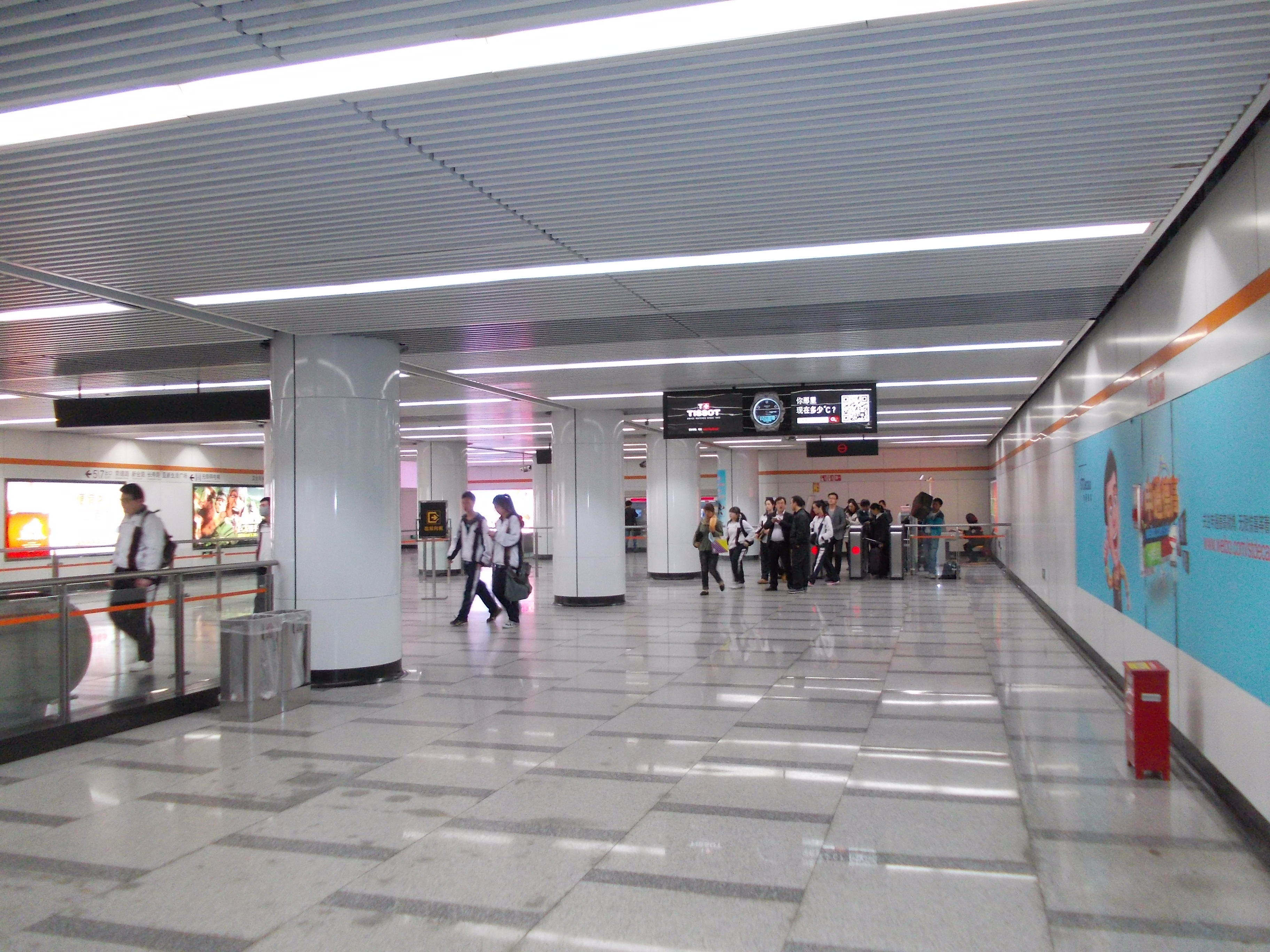
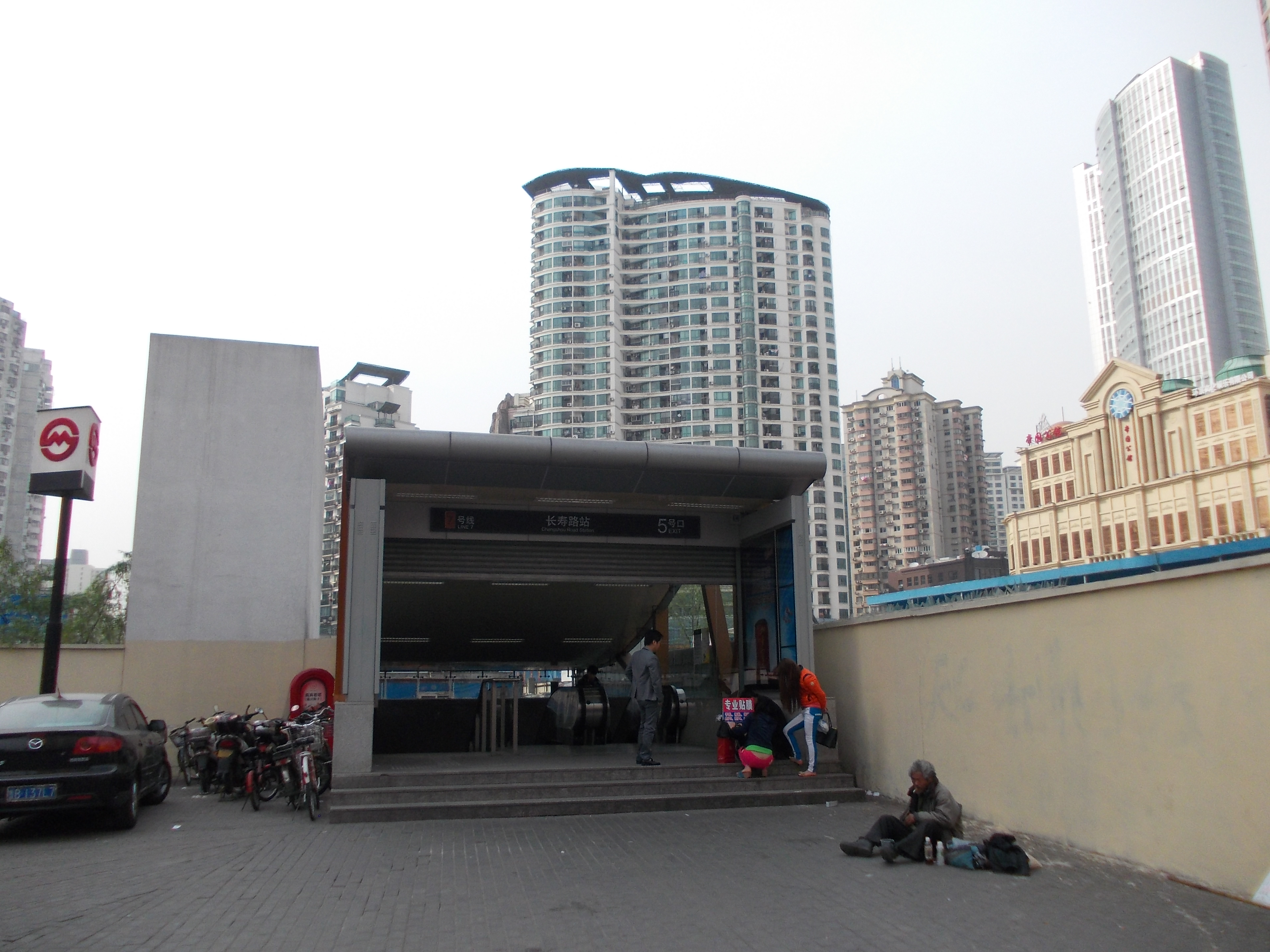